# Эварист (папа римский)
Эварист (лат. Euaristus; 17 апреля 44, Антиохия — 26 октября 105, Рим) — епископ Рима с 23 ноября 97 (99) по 27 октября 105 (107).

## Биография
Относительно его происхождения нельзя сказать ничего определённого. Согласно одной версии, он был греком из Антиохии; по другой — он родился в Палестине. Предположительно родился в 44 году.
Эварист является преемником папы Климента I, который умер в конце I столетия н. э. «… Клименту преемствует Эварист» — пишет св. Ириней (Против ересей. 3. 3, 3), а Евсевий добавляет, что понтификат его продолжался восемь лет, относя его восшествие на престол к третьему году правления императора Траяна (Церковная история. 3, 3, 4), однако, согласно принятой в настоящее время хронологии, начало его понтификата приходится на правление императора Нервы (96—98 годы).
Liber Pontificalis сообщает, что по происхождению Эварист был греком, и он первый разделил Рим на приходы. Память святого папы по римскому календарю отмечается 26 октября. В действительности сравнительно достоверные сведения о римских папах (до V века — епископах) имеются лишь с III века, и то с пробелами. Считается, что Эварист умер мученической смертью, но этот факт не доказан.
Его преемником стал Александр I.